# Nat Makarevitch
Nat Makarevitch, né le 28 juillet 1967 en France, est engagé dans la promotion du logiciel libre depuis 1991.

## Vie professionnelle

### Logiciel libre
En 1996, il fonde une entreprise de vente par correspondance de produits relatifs à l'informatique libre ainsi que le site de documentation et d'accueil de projets.
En 1997, il est nommé  directeur technique des Editions O'Reilly où il met en place l'informatique et édite des ouvrages sur les logiciels Open Source.
En 1998, il est le cofondateur, trésorier et administrateur de l'association francophone des utilisateurs de Linux et des logiciels libres. 
En 2000, il est le cofondateur d'IdealX, une entreprise prestataire spécialiste du domaine.
Dans les années 2000, il est membre du jury des Trophées du Libre.

### Édition
Il est directeur de la collection « Cahiers de l'Admin » chez Eyrolles.
- Nagios 3 pour la supervision et la métrologie, Jean Gabès, avec la contribution de Nat Makarevitch, ed. Eyrolles
- Laurent Bloch, Christophe Wolfhugel, Nat Makarevitch, Christian Queinnec et Hervé Schauer, Sécurité informatique : principes et méthodes, Eyrolles, 2011, 325 p. (ISBN 978-2-212-13233-5 et 2-212-13233-6, lire en ligne)
- Debian, Administration et configuration avancée, coauteur avec Martin F. Krafft, Raphaël Hertzog, Roland Mas, ed. Eyrolles

### Traduction
- Shishir Gundavaram, Programmation CGI [exemples en Perl], O'Reilly GF, 1996,  (ISBN 978-2-84177-011-3)
- Steve Oualline, Programmation C++ par la pratique, O'Reilly, 1996,  (ISBN 2841770265 et 9782841770267)